# Серокрылая овсянка-инка
Серокрылая овсянка-инка (лат. Incaspiza ortizi) — вид воробьиных птиц из семейства танагровых (Thraupidae).

## Распространение
Эндемики Перу. Встречаются очень локально.

## Описание
Длина тела 16,5 см, вес 29—38 г. Имеют тонкий остроконечный клюв и длинный хвост. У самцов голова в основном серая, а затылок более коричневый. Клюв окружен тёмной маской.

## Биология
Питаются семенами и другой растительной пищей, а также насекомыми, в том числе гусеницами. Пищу ищут на или вблизи земли, в густой растительности. Миграций не совершают.

## Охранный статус
МСОП присвоил таксону охранный статус «Виды, вызывающие наименьшие опасения» (LC).